# Ptilinopus victor
La colomba frugivora arancio (Ptilinopus victor Gould, 1872) è un uccello della famiglia dei columbidi, endemico delle Isole Figi.

## Descrizione

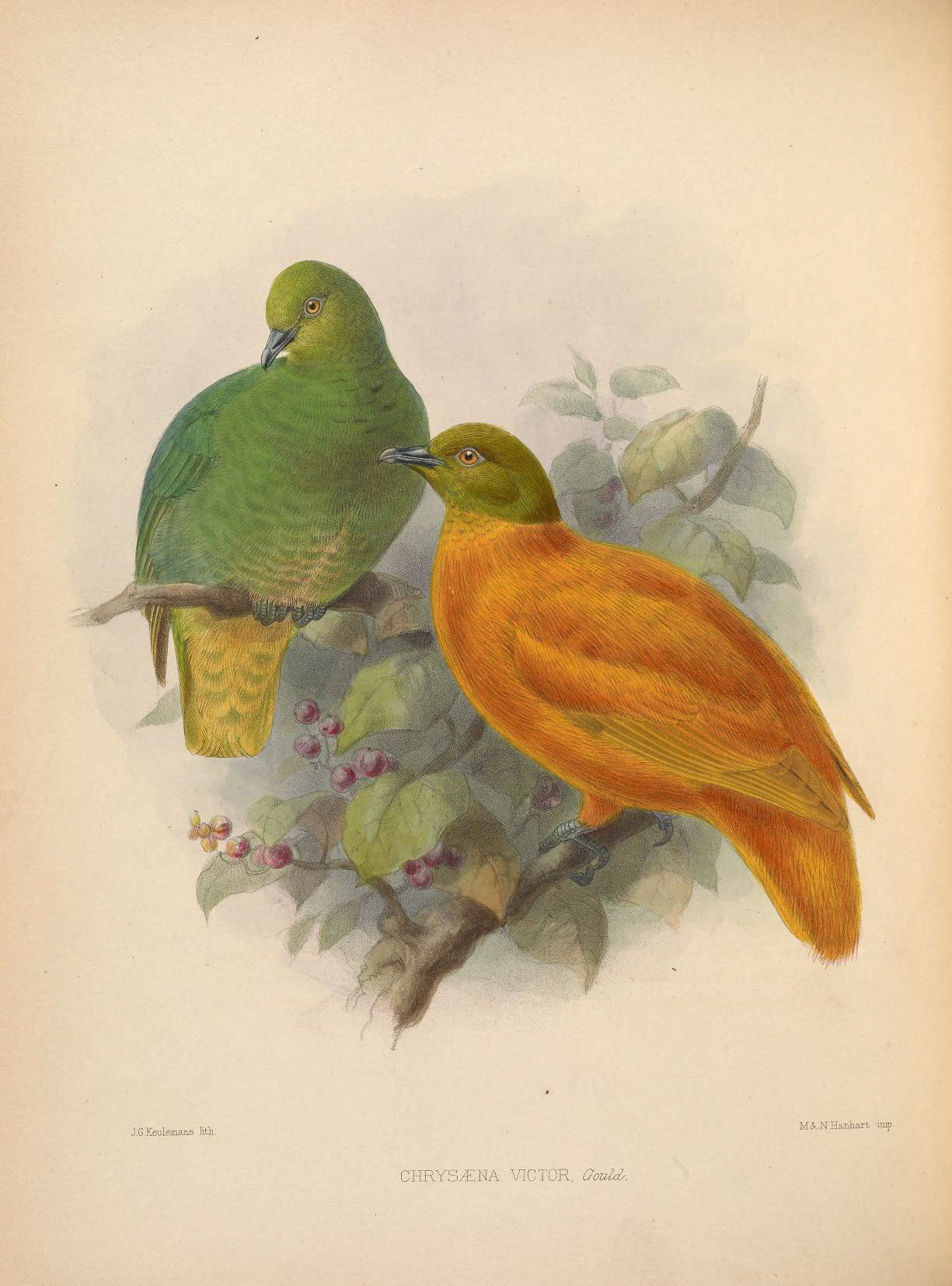

### Dimensioni
È una piccola colomba che misura circa 20 cm.

### Aspetto
Il maschio ha la testa dorata, le piume del corpo sono simili a capelli e sono di colore arancio brillante. Le remiganti sono dorate e sono tipicamente coperte dalle lunghe copritrici alari arancioni quando si trova appollaiato. I tarsi, il becco e la pelle intorno agli occhi sono blu-verde e l'iride è biancastro. La femmina è di colore verde scuro con la coda nerastra e le copritrici del sottocoda giallo-arancio. Gli esemplari giovani assomigliano alla femmina.

## Biologia

### Alimentazione
Si nutre principalmente di vari piccoli frutti, bacche, bruchi e insetti.

### Riproduzione
La femmina depone un uovo bianco.

## Distribuzione e habitat
La colomba frugivora arancio è endemica delle Isole Figi ed è diffusa nelle isole Vanua Levu, Taveuni, Rabi, Kioa, Qamea e Laucala. Abita le foreste umide comprese tra i 420 e i 980 metri.

## Tassonomia
Sono state descritte 2 sottospecie:
- P. v. victor  (Gould, 1872) - diffusa nelle isole Vanua Levu, Rabi, Kioa, Taveuni;
- P. v. aureus Amadon, 1943 - diffusa nelle isole Qamea e Laucala.

## Conservazione
La colomba frugivora arancio è diffusa e comune nel suo areale (stimato 6000 chilometri quadrati). La popolazione globale sembra stabile in assenza di minacce reali. La IUCN Red List classifica, quindi, questa specie come a rischio minimo di estinzione (Least Concern).